# برادر روحانی

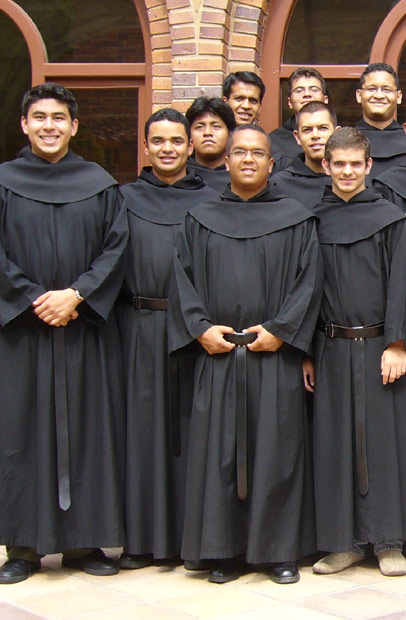
گروهی از برادران روحانی طریقت آگوستینی در صومعه مونته‌آگودو، نابارا، اسپانیا.

برادر روحانی (لاتین: frater, انگلیسی: friar و فرانسوی: Frère‎)به طلبهٔ دینی صدقه‌گیر کاتولیک گفته می‌شود که هنوز به درجات بالاتر کلیسایی نظیر کشیشی و اسقفی نرسیده اما سه سوگند فقر، پرهیزکاری و اطاعت را ادا کرده ‌است. کشیش یا پدر روحانی درجهٔ بالاتر برادر روحانی است.
بر خلاف راهبان که در گروه‌های خودکوش و خودکفا در مکان‌هایی معین با هم زندگی می‌کنند، برادران روحانی در منطقه حوزه نفوذ کلیسای خود رفت‌ و آمد دارند و در میان اهالی دیگر زندگی کرده و از طریق دریافت صدقه از مردم گذران زندگی می‌کنند. راهبان یا راهبه‌ها کسانی هستند که از جامعه گوشه گرفته و خود را وقف باورهای دینی کرده‌اند اما برادران روحانی کسانی هستند که جماعت کلیسایی از آن‌ها خواسته تا با ادای سه سوگند یادشده در خدمت عموم جامعه باشند.